# Burwell (Cambridgeshire)
Burwell è un paese di 5 833 abitanti della contea del Cambridgeshire, in Inghilterra.